# Lucia Dlugoszewski
Lucia Dlugoszewski (* 16. Juni 1925 in Detroit; † 11. April 2000 in New York City) war eine US-amerikanische Komponistin der Neuen Musik, die auch als Interpretin und als Erfinderin neuer Musikinstrumente Bedeutung hat.

## Leben
Dlugoszweski wuchs als Tochter polnischer Migranten in Detroit auf. Sie studierte Klavier am Konservatorium ihrer Geburtsstadt. Nachdem ihr die Aufnahme eines Medizinstudiums verweigert wurde, zog sie 1950 nach New York City. Dort nahm sie zwischen 1952 und 1955 Klavierunterricht bei Grete Sultan; 1952/53 studierte sie am Mannes College of Music bei Felix Salzer; auch nahm sie Kompositionsunterricht bei Edgar Varèse. Sie arbeitete eng mit der Erick Hawkins Dance Company zusammen, für die sie als musikalische Leiterin fungierte und eine Reihe von Werken schrieb. Nach dem Tod von Hawkins, mit dem sie verheiratet war, leitete sie ab 1996 die Tanzcompagnie weiter; 1998 legte sie ihre erste Choreographie vor.

## Wirken
Seit 1957 schrieb sie Werke für diese Tanzcompagnie, aber auch für die Foundation for Modern Dance, so  Journey of a Poet, das Mikhail Baryshnikov interpretierte, und Taking Time to be Vulnerable für Pascal Denichou. Weiterhin schrieb sie Musik für den Film Guns of the Trees von Jonas Mekas (1962). Auch schrieb sie nachträglich Musik für Marie Menkens Film Visual Variations on Noguchi.
Ähnlich wie Pauline Oliveros, Harry Partch oder Moondog wurde Dlugoszewskis musikalisches Schaffen, etwa das Suchness Concert (1958), durch die Entwicklung neuer Klänge angeregt. Nach eigenen Schätzungen entwickelte sie vor allem in den 1950er Jahren mehr als hundert Musikinstrumente, die sie mit dem Bildhauer Ralph Dorazio baute. Zumeist entwickelte sie Perkussionsinstrumente, baute aber auch Klaviere um. Noch für ihre Komposition Eight Clear Places (1961) wurden neue Instrumente entwickelt; später griff sie auf dieses Instrumentarium zurück und erkundete in weiteren Werken dessen Möglichkeiten. Andere Stücke waren konventioneller, etwa ihr Abyss and Caress, das 1975 von dem New York Philharmonic Orchestra unter Pierre Boulez uraufgeführt wurde. Weitere Kompositionsaufträge kamen vom Louisville Orchestra, American Composers Orchestra und der Seattle Symphony. Ihre Werke wurden vergleichsweise wenig auf Tonträger dokumentiert (für Nonesuch Records, Folkways und New World Records). Die erste CD unter ihrem Namen, Disparate Stairway Radical Other, wurde erst nach ihrem Tod veröffentlicht.

## Auszeichnungen
Dlugoszewski wurde ein Guggenheim Fellow; auch erhielt sie als erste Frau eine Förderung der Rockefeller Foundation. 1977 wurde sie als erste Frau mit dem Koussevitzy International Recording Award ausgezeichnet, für ihr Werk Fire Fragile Flight, das vom Orchestra of Our Time interpretiert wurde.